# (39453) 4070 T-3
4070 T-3 (asteroide 39453) é um asteroide da cintura principal. Possui uma excentricidade de 0.10039080 e uma inclinação de 23.05961º.
Este asteroide foi descoberto no dia 16 de outubro de 1977 por Cornelis Johannes van Houten e Ingrid van Houten-Groeneveld e Tom Gehrels em Palomar.